# Dynamite
Dynamite és una pel·lícula estatunidenca de la MGM dirigida per Cecil B. DeMille el 1929. Posa en escena Conrad Nagel, Charles Bickford - la segona aparició en pantalla-, i Kay Johnson –la primera: Cecil B. DeMille l'havia localitzat en un teatre de Los Angeles i li acabava de fer signar amb la Metro-Goldwyn-Mayer.
Existeixen dues versions de la pel·lícula: muda i sonora. Basada en un guió de Jeanie MacPherson, la pel·lícula es va estrenar el 13 de desembre de 1929. Dynamite va suposar a Mitchell Leisen ser nominat per l'Oscar a la millor direcció artística.

## Argument
Per heretar del seu riquíssim avi, Cynthia Crothers (Kay Johnson) ha de casat-se el dia que faci vint-i-tres anys. Desgraciadament, l'home que estima, Roger Towne (Conrad Nagel), és ja casat. Adopta doncs una solució provisional: casar-se amb Hagon Derk, un miner condemnat a mort (Charles Bickford), mentre que paga la dona de Towne (Julia Faye) perquè accepti el divorci. Quan Hagon Derk és absolt un quart d'hora abans de la seva execució, la situació es fa explosiva. La dinamita acabarà intervenint en el dramàtic final.

## Repartiment
- Kay Johnson: Cynthia Crothers
- Conrad Nagel: Roger Towne
- Julia Faye: Marcia Towne, la seva dona
- Joel McCrea: el promès de Marcia Towne
- Charles Bickford: Hagon Derk
- Muriel McCormac: Katie Derk, la seva germana
- Leslie Fenton: criminal
- Barton Hepburn: el verdader assassí
- Fred Walton: Doctor Rawlins
- Mary Gordon: la veïna de la botiga
- William Holden

No surten als crèdits:
- Carole Lombard
- Randolph Scott